# Oecetis nerviciliata
Oecetis nerviciliata är en nattsländeart som först beskrevs av Schmid 1958.  Oecetis nerviciliata ingår i släktet Oecetis och familjen långhornssländor. Inga underarter finns listade i Catalogue of Life.